# Kurt Jablonski
Kurt Jablonski (* 10. Januar 1931 in Queden, Ostpreußen) ist ein ehemaliger deutscher Eishockeyspieler, der unter anderem für den TuS Eintracht Dortmund und die Düsseldorfer EG in der Bundesliga aktiv war. Mit der DEG wurde der Stürmer in der Saison 1966/67 Deutscher Meister.

## Karriere
Mit dem Eishockeyspielen begann Kurt Jablonski vor dem Zweiten Weltkrieg beim Rastenburger SV, mit dem er 1942 Deutscher Jugendmeister wurde. Nach dem Krieg lebte er in Ost-Berlin, wo er zunächst für verschiedene Betriebssportgemeinschaften und ab 1954 für den SC Einheit Berlin um die DDR-Meisterschaft spielte. Ab 1950 wurde er zudem regelmäßig in die Nationalmannschaft der DDR berufen, mit der er unter anderem an der Weltmeisterschaft 1957 teilnahm. In 40 Länderspielen für die DDR erzielte der Mittelstürmer 21 Tore.
Anschließend zog Jablonski nach Westdeutschland und wurde in Dortmund heimisch. Mit dem TuS Eintracht Dortmund stieg er 1958 in die Oberliga und zwei Jahre später in die Bundesliga auf. In dieser Zeit wurde er auch mehrfach für die Nationalmannschaft der BRD nominiert. Nachdem er mit Dortmund 1963 wieder in die Oberliga abgestiegen war, gelang ein Jahr später der direkte Wiederaufstieg.
Jablonski blieb dem TuS erhalten, bis die Eishockey-Abteilung im Sommer 1965 aufgelöst wurde. Der Stürmer wechselte daraufhin zur Düsseldorfer EG, mit der er im Jahr 1967 Deutscher Meister wurde. Nach vier Jahren im Rheinland und insgesamt mehr als 150 Bundesliga-Spielen schloss er sich zur Saison 1968/69 gemeinsam mit weiteren Eishockeyspielern aus Dortmund dem EC Deilinghofen aus der Oberliga an. Ab 1969 spielte er vier Jahre für den zwischenzeitlich neu gegründeten ERC Westfalen Dortmund, bevor er seine Karriere beendete.

## Erfolge und Auszeichnungen
- 1942 Deutscher Jugendmeister mit dem Rastenburger SV
- 1958 Landesliga-Meister und Aufstieg in die Oberliga mit dem TuS Eintracht Dortmund
- 1960 Oberliga-Meister und Aufstieg in die Bundesliga mit dem TuS Eintracht Dortmund
- 1964 Oberliga-Meister und Aufstieg in die Bundesliga mit dem TuS Eintracht Dortmund
- 1967 Deutscher Meister mit der Düsseldorfer EG
- 1969 Westdeutscher Meister mit dem EC Deilinghofen

## Karrierestatistik

### International
Vertrat die Deutsche Demokratische Republik bei:
- Qualifikation für die Olympischen Winterspiele 1956
- (inoffizielle) B-Weltmeisterschaft 1956
- Weltmeisterschaft 1957

(Legende zur Spielerstatistik: Sp oder GP = absolvierte Spiele; T oder G = erzielte Tore; V oder A = erzielte Assists; Pkt oder Pts = erzielte Scorerpunkte; SM oder PIM = erhaltene Strafminuten; +/− = Plus/Minus-Bilanz; PP = erzielte Überzahltore; SH = erzielte Unterzahltore; GW = erzielte Siegtore; 1 Play-downs/Relegation; Kursiv: Statistik nicht vollständig)